# Thiệu Trị
L'empereur Thiệu Trị (紹治帝 en caractères anciens) du Annam, né Nguyễn Phúc Miên Tông, est le 3e souverain de la dynastie des Nguyễn.
Il est le fils aîné de l'empereur Minh Mang et le père de l'empereur Tự Đức. Il règne du 14 février 1841 à sa mort le 4 novembre 1847.
Son tombeau est situé sur le territoire du village de Cu Chanh, commune de Thuy Bang, sous-préfecture de Huong Thuy, à environ 8 km de Hué.